# The Decemberists
The Decemberists je američki indie rock sastav iz Portlanda, Oregon, pjevač, pisac tekstova i vođa sastava je Colin Meloy. Sastav su kritičari znali uspoređivati sa sličnim indie sastavom - Neutral Milk Hotel.

## Diskografija

### Studijski albumi
- 2002. - Castaways and Cutouts
- 2003. - Her Majesty
- 2005. - Picaresque
- 2006. - The Crane Wife
- 2009. - The Hazards of Love
- 2011. - The King Is Dead
- 2015. - What a Terrible World, What a Beautiful World
- 2018. - I'll Be Your Girl
- 2024. - As It Ever Was, So It Will Be Again

### EPs
- 2001. – 5 Songs
- 2004. - The Tain
- 2005. - Picaresqueties
- 2006. - Connect Sets
- 2007. - Live from SoHo
- 2007. - The Perfect Crime #2

### Singlovi
- 2004. - "Billy Liar"
- 2005. - "16 Military Wives"
- 2006. - "O Valencia!"
- 2007. - "The Perfect Crime #2"
- 2008. - "Always the Bridesmaid: Volume I"
- 2008. - "Always the Bridesmaid: Volume II"
- 2008. - "Always the Bridesmaid: Volume III"

### DVD
- 2007. - The Decemberists: A Practical Handbook

## Vanjske poveznice
Službene stranice